# Holm (Schiff)
Die Holm war ein Kombischiff, das die Hamburg-Amerikanische Packetfahrt-Actien-Gesellschaft (Hapag) 1926 durch die Übernahme der zu Stinnes gehörenden Danziger Reederei Artus erhielt. Das in England gebaute Schiff war 1902 als Badenia für die Hapag vom Stapel gelaufen und bis zur Ablieferung 1919 in ihrem Dienst gewesen.
Das vor dem Krieg als Auswandererschiff in die USA, Frachter auf verschiedenen Linien und im Weltkrieg als Truppentransporter eingesetzte Schiff wurde ab 1922 als preiswertes Passagierschiff nach Südamerika eingesetzt und Ende 1929 zum Abbruch verkauft.

## Geschichte
Die Badenia war 1902 ein Gelegenheitskauf und wurde der Bauserie der kleinen B-Dampfer, die die Hapag auf britischen Werften hatte bauen lassen, zugeordnet. Sie unterschied sich von diesen durch die vorhandene Zwischendecksausrüstung für bis zu 1500 Fahrgästen. Sie wurde im Bau von der Reederei Furness, Withy & Co. angekauft, die sie auf der eigenen Werft bauen ließ.

Das 6416 BRT große Schiff führte seine Jungfernreise ab dem 22. Oktober 1902 von Hamburg nach Boston durch. In den folgenden Jahren kam sie auch zu anderen US-Häfen zum Einsatz. Ab 1904 wurde das Schiff nur noch als Frachter eingesetzt. Neuvermessungen in den Jahren 1909 und 1911 ergaben nach Veränderungen eine Schiffsgröße von 7482 BRT bzw. 6930 BRT. Nach 1907 soll sie auch Fahrten nach Westafrika durchgeführt haben, nachdem die Hapag eine Betriebsgemeinschaft mit der Woermann-Linie eingegangen war.

### Kriegseinsatz und Ablieferung
Zu Kriegsbeginn 1914 befand sich die Badenia in der Heimat und wurde erst 1917 als Truppentransporter herangezogen. Sie gehörte als "Transporter 9" zu den für die Besetzung der baltischen Inseln eingesetzten Schiffen. Anschließend kam sie im März 1918 als Truppentransporter bei der Überführung der Ostsee-Division nach Finnland erneut zum Einsatz.
Nach der deutschen Kapitulation 1918 transportierte das Schiff auf mehreren Fahrten Kriegsgefangene, die repatriiert wurden. Am 20. August 1919 wurde die Badenia von Hamburg nach Leith überführt, um an Großbritannien abgeliefert zu werden. Dort bereederte die Holt-Linie das Schiff und setzte es vor allem für kriegsbedingte Transporte nach Indien und Australien ein. So transportierte das Schiff Chinesen, die auf Seiten der Entente als Arbeiter eingesetzt waren zurück nach Tsingtau.

### Rückkauf und Südamerikadienst
1922 kaufte die Reederei Stinnes die Badenia und übergab sie der Danziger Tochterreederei Artus. Diese ließ das Schiff zu einem preisgünstigen Passagierschiff für deren Südamerikadienst umbauen und benannte es Holm. Mit einer II. und III. Klasse und weiterhin erheblichen Frachtkapazitäten kam es neben der Artus (1924, 9165 BRT) und der in Hamburg beheimateten General Belgrano (ex Bahia Castillo, 1913, 10056 BRT) zum Einsatz.
Als Ende 1926 die Hapag mit den Deutsch-Austral und Kosmos-Linien auch die Überseeabteilung der Stinnes-Reederei und die Reederei Artus übernahm, wurden die drei Schiffe neben drei Schiffen der Länder-Klasse (Baden, Bayern, Württemberg) weiter nach Südamerika im La Plata-Dienst eingesetzt.

Als der Hapag besseres Schiffsmaterial zur Verfügung stand (so das neue Motorschiff General Osorio), wurde Ende 1929 die Holm aus dem Liniendienst genommen und nach Harburg verkauft, um verschrottet zu werden.

## Die kleinen B-Dampfer der Hapag
| in Dienst | Name        | Tonnage  | Werft             | Schicksal |
| --------- | ----------- | -------- | ----------------- | --- |
| 1898      | Bengalia    | 7661 BRT | Alexander Stephen | wie Badenia im Bau Furness abgekauft, 18. Januar 1905 vor Tamatave/Madagaskar gestrandet mit einer Kohlenladung für die russische Flotte |
| 1898      | Bethania    | 7548 BRT | Alexander Stephen | bei Kriegsausbruch 1914 in Teneriffa, Kohlenschiff des Hilfskreuzers Kaiser Wilhelm der Große und am 26. August bei dessen Versenkung durch die HMS Highflyer vor Rio de Oro anwesend, mit der Besatzung des Hilfskreuzers auf dem Weg in die USA am 7. September 300 sm vor Kap Hatteras von der HMS Essex gekapert, in britischen Diensten als Parisian, später Esther Dollar, Chief Skidegate und Taihoku Maru, im Oktober 1944 vom US-amerikanischen U-Boot USS Drum versenkt |
| 1899      | Bosnia      | 7436 BRT | Palmers           | wie Badenia im Bau Furness abgekauft, 1907 Umbau zum Auswandererschiff 9683 BRT, 1914 Werkstattschiff der Kaiserlichen Marine, 1919 ausgeliefert, in britischen Diensten als Frangestan, am 2. April 1924 im Roten Meer ausgebrannt |
| 1899      | Brisgravia  | 6793 BRT | Workman, Clark    | 1919 ausgeliefert, in französischen Diensten als Arkansas bei CGT, 1934 zum Abbruch verkauft |
| 1900      | Belgia (II) | 7507 BRT | ???               | 1904 Verkauf an Russland, als Irtysh nach der Schlacht von Tsushima am 28. Mai 1905 vor der japanischen Küste gesunken |